# 英國鐵路332型電力動車組
英国铁路332型電力動車組（英語：British Rail Class 332）是一款由CAF及西門子在西班牙薩拉戈薩製造、曾在希思罗机场快线运营的列車。
現時在北方鐵路服役、同屬CAF及西門子出品的333型列車为其衍生車型。

## 簡介
本列車車型編號原為331:2，但後來被改為332。由於希斯路機場以西的大西部主線在橫貫鐵路工程前尚未電氣化，它們是首款在大西部主線上行走的電力動車組，亦因此它們需在特別建造的車廠接受維護。列車在大部分時間均由兩列4卡或5卡車拼結行走，能夠組成共8-10卡車廂。只有非繁忙時間及週末時單獨以4-5卡行走。
東端車頭第一卡為頭等車廂，在列車翻新前為面對面2+1排列，翻新後改為1+1，設有餐桌及免費報刊供應。洗手間位於東端第二卡（4卡編組）或第三卡（5卡編組。通車初期於機場方向的車頭把一半位置劃為行李車廂，以便放置市區預辦登機乘客的行李。

## 問題
2016年，西門子因安全理由需將所有332型列車進行檢查，為期約一個月，期间希思罗机场快线臨時改用360型列车行走。